# تپه دره گوزه سی
تپه دره گوزه سی مربوط به دوره ساسانیان است و در شهرستان خدابنده، بخش سجاسرود، روستای خان تیمور واقع شده و این اثر در تاریخ ۱۰ دی ۱۳۸۱ با شمارهٔ ثبت ۶۷۰۲ به‌عنوان یکی از آثار ملی ایران به ثبت رسیده است.